# مفارقة معلومات الثقب الأسود

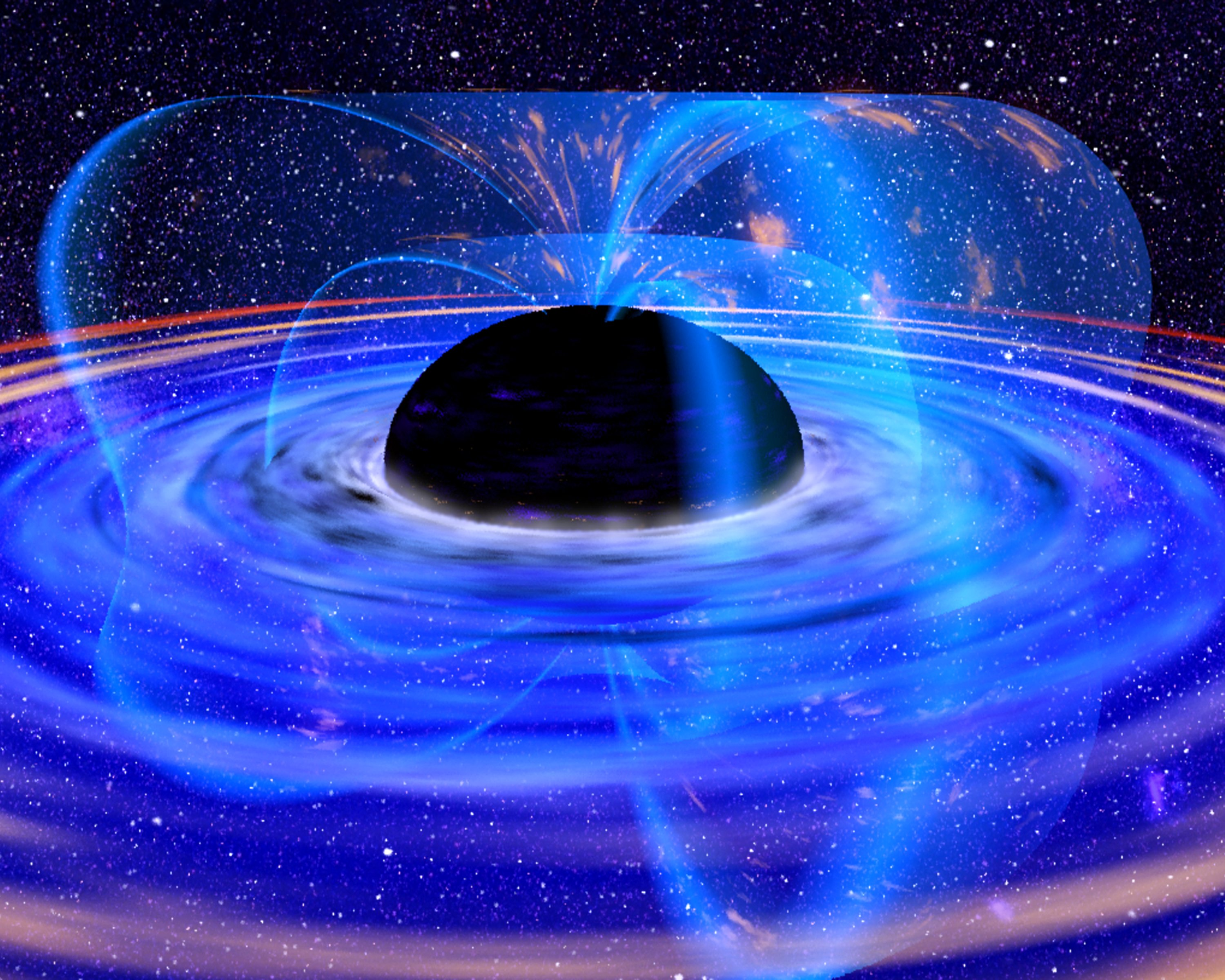
رسم تخيلي لثقب اسود

مفارقة معلومات الثقب الاسود هي ظاهرة ملحوظة تنتج بسبب مزج مباديء ميكانيكا الكم مع مباديء النسبية العامة والتي تشير إلى اضمحال المعلومات المادية بشكل تام داخل ثقب أسود وبالتالي، تحليل الحالة المادية
ووفق إلى حالتها المادية نفسها. وهذا امر مثير للجدل لانها تنتهك أهم المباديء العلمية التي تفترض ان المعلومات الكاملة لاي نظام مادي في زمن ما تحدد ماهيته في كل الازمان. فالفرضية الاساسية في علم ميكانيكا الكم هو ان المعلومات الكاملة لاي نظام محددة في دالتها الموجية ولا تتغير حتى تنهار هذه الدالة. ويتم تحديد تطور الدالة الموجية بمعامل وحدوي. وهنا، الوحدوي تعني ان المعلومات لا تتغير بالمعنى الكمي. وهذا من اشد حالات الحتمية.
طرحت هذه المفارقة بعد ورقة ستيفن هوكنج البحثية عام 1974 والتي جاءت بعنوان black holes explosions، لاحظ ستيفن هوكنج أن الثقوب السوداء تشع طيف حراري يتبع إشعاع الجسم الأسود إلى أن تتبخّر وتختفي كلياً بمدّة طويلة جداً.
هوكنج إدعى أن إشعاعاته هي مجرد فوتونات لا تحوي أية معلومات منتهكاً بذلك أحد أهم أسس وقواعد ميكانيك الكم، وهو مبدأ انحفاظ المعلومات،
ظهرت عدة حلول لهذه المفارقة كان أبرزها حل الفيزيائي الهولندي جيرارد تي هوفت والذي بنى نموذج رياضي يوضح به كيفيًة انحفاظ المعلومات وعودتها إلى الكون

## الحلول المقترحة
- المعلومات مفقودة بلا رجعة[4][5]

المميزات: يبدو هذا الحل وكأنه نتيجة مباشرة للحسابات غير الجدلية نسبيًا القائمة على الجاذبية شبه الكلاسيكية.

العيوب: يبدو هذا الحل انتهاكًا لحالة الوحدوية. (رأى الفيزيائيون توماس بانكس وليونارد سسكيند ومايكل بيسكين أن هذا الحل ينتهك أيضًا حفظ أو محلية الطاقة والزخم؛ ولكن لا يبدو هذا الرأي صحيحًا بالنسبة للأنظمة التي تحظى بعدد كبير من درجات الحرية). 
- المعلومات تتسرب تدريجيًا خلال فترة تلاشي الثقب الأسود[4][5]

المميزات: يعتبر حلًا جذابًا بشكل بديهي؛ إذ إنه يتشابه مع استعادة المعلومات، بشكل كيفي، في عملية الاحتراق التقليدية.

العيوب: يتطلب هذا الحل انحرافًا كبيرًا عن الجاذبية الكلاسيكية وشبه الكلاسيكية، التي لا تسمح للمعلومات أن تتسرب من الثقب الأسود، حتى بالنسبة للثقوب السوداء الكبيرة التي يُتوقع أن تكون تقديراتها التقريبية الكلاسيكية، وشبه الكلاسيكية، تقديرات جيدةً.
- المعلومات تهرب فجأةً خلال المرحلة النهائية من تلاشي الثقب الأسود[4][5]

المميزات: نحتاج في هذا الحل إلى انحراف كبير عن الجاذبية الكلاسيكية، وشبه الكلاسيكية، فقط في الأنظمة التي يُتوقع أن تكون آثار الجاذبية الكمية سائدةً فيها.

العيوب: يجب أن يكون هناك ثقب أسود صغير جدًا قادر على تخزين كمية عشوائية من المعلومات، قبل الهروب المفاجئ للمعلومات مباشرةً، ما يؤدي إلى انتهاك حد بيكينشتاين. 
- المعلومات تُخزن في بقايا حجم بلانك للثقب الأسود[4][5]

المميزات: ليس هناك حاجة إلى آلية لهروب المعلومات في هذا الحل.

العيوب: لاحتواء المعلومات من أي ثقب أسود متلاشي، يجب أن تحظى البقايا بعدد لا نهائي من الحالات الداخلية. رأى بعض العلماء إمكانية وجود كمية لا نهائية من أزواج هذه البقايا؛ نظرًا لأنها صغيرة ولا يمكن تمييزها من منظور نظرية الحقل الفعال منخفض الطاقة.
- المعلومات تُخزن في بقايا كبيرة للثقب الأسود[8][9]

المميزات: يزداد حجم البقايا طبقًا للحجم الأولي للثقب الأسود، لذلك ليس هناك حاجة لوجود عدد لا نهائي من الحالات الداخلية.

العيوب: يجب أن يتوقف إشعاع هوكينغ قبل أن يصل الثقب الأسود إلى حجم بلانك، ما يستلزم انتهاكًا للجاذبية شبه الكلاسيكية على المستوى الكبير. 
- المعلومات تُخزن في كون ناشئ منفصل عن كوننا[5][10]

المميزات: تتنبأ نظرية أينشتاين-كارتان للجاذبية، بهذا السيناريو، والتي توسع النسبية العامة لتشمل للمواد ذات الزخم الزاوي الداخلي (اللف المغزلي). ولا توجد حاجة إلى أي انتهاك للمبادئ العامة للفيزياء في هذا الحل.

العيوب: من الصعب أن نختبر نظرية أينشتاين-كارتان لأن التنبؤات الخاصة بها مختلفة بشكل كبير عن تنبؤات النسبية العامة فقط عند الكثافات شديدة الارتفاع.
- المعلومات تُشفَّر في الارتباطات بين الماضي والمستقبل[11][12]

المميزات: تعتبر الجاذبية شبه الكلاسيكية كافيةً في هذا الحل؛ فهذا الحل لا يعتمد على تفاصيل الجاذبية الكمية (والتي ما زالت غير مفهومة بشكل جيد).

العيوب: يتعارض هذا الحل مع النظرة البديهية للطبيعة بصفتها كيانًا يتطور بمرور الزمن.